# Sistem conjugat

Cinamaldehida este un compus natural cu un sistem conjugat

1,3-pentadiena este o moleculă cu un sistem conjugat.

În chimie, un sistem conjugat este un sistem de orbitali-p interconectați cu electronii delocalizați în cadrul moleculelor care conțin legături duble alternative, între atomi de carbon sau alți atomi învecinați. Radicalii, perechile de electroni neparticipanți sau ionii carbeniu pot face parte dintr-un sistem. Compusul poate fi ciclic, aciclic, linear sau mixt.

## Mecanism

Conjugarea cu diferite tipuri de grupe donatoare de orbitali-p, în 4-piridonă, furan și ciclopentadienilenă

Conjugarea este posibilă prin intermediul legăturilor simple și duble alternative. Atâta timp cât fiecare atom învecinat dintr-un lanț are un orbital-p disponibil, sistemul poate fi considerat conjugat. De exemplu, furanul (vezi fotografia) este un ciclu penta-atomic cu două legături duble alternative și un oxigen în poziția 1. Oxigenul are două perechi neparticipante de electroni, dintre care una ocupă un orbital-p din această poziție, menținând astfel conjugarea inelului cu cinci membri. De asemenea, prezența azotului în inel sau a unor grupe α-legate de inel, precum o grupă carbonil (C=O), o grupă imina (C=N), o grupă vinil (C=C), sau un anion, va fi suficientă ca sursă de orbitali pi care pot să mențină conjugarea.